# Падерборн
Падерборн (њем. Paderborn) град је у њемачкој савезној држави Северна Рајна-Вестфалија. Једно је од 10 општинских средишта округа Падерборн. Према процјени из 2010. у граду је живјело 144.811 становника. Посједује регионалну шифру (AGS) 5774032, NUTS (DEA47) и LOCODE (DE PAD) код.

## Географски и демографски подаци
Падерборн се налази у савезној држави Северна Рајна-Вестфалија у округу Падерборн. Град се налази на надморској висини од 94-347 метара. Површина општине износи 179,5 km². У самом граду је, према процјени из 2010. године, живјело 144.811 становника. Просјечна густина становништва износи 807 становника/km².

## Међународна сарадња
| Мјесто   | Држава               | Врста сарадње | Од    |
| -------- | -------------------- | ------------- | ----- |
| Белвил   | САД                  | партнерство   | 1991. |
| Пшемисл  | Пољска               | партнерство   | 1993. |
| Дебрецен | Мађарска             | партнерство   | 1994. |
| Болтон   | Уједињено Краљевство | партнерство   | 1975. |
| Ле Ман   | Француска            | партнерство   | 1967. |
| Памплона | Шпанија              | партнерство   | 1993. |
| Извор    |                      |               |       |